# Léon Émile Caille
Pour les articles homonymes, voir Caille.

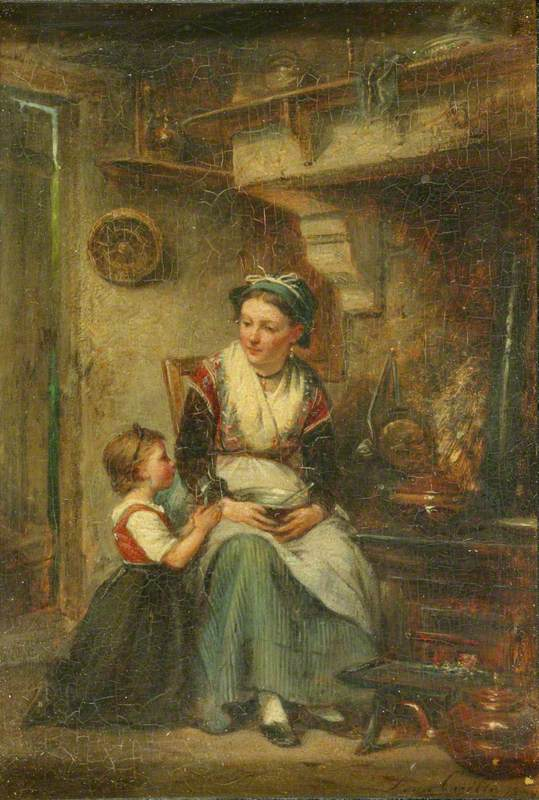
La Prière, 1872.

Léon Émile Caille né le 18 mai 1836 à Merville (Nord) et mort le 17 juillet 1907 à Guernes,, est un peintre français.

## Biographie
Léon Émile Caille est le fils d'Aimé Auguste Henri Joseph Caille, contrôleur de la culture du tabac, et de Louise Aimée Eugénie Bouvier.
Élève de Léon Cogniet, il débute au Salon en 1861.
Il meurt en juillet 1907. Il est inhumé à Paris au cimetière du Montparnasse le 20 juillet 1907.